# Tom Barman

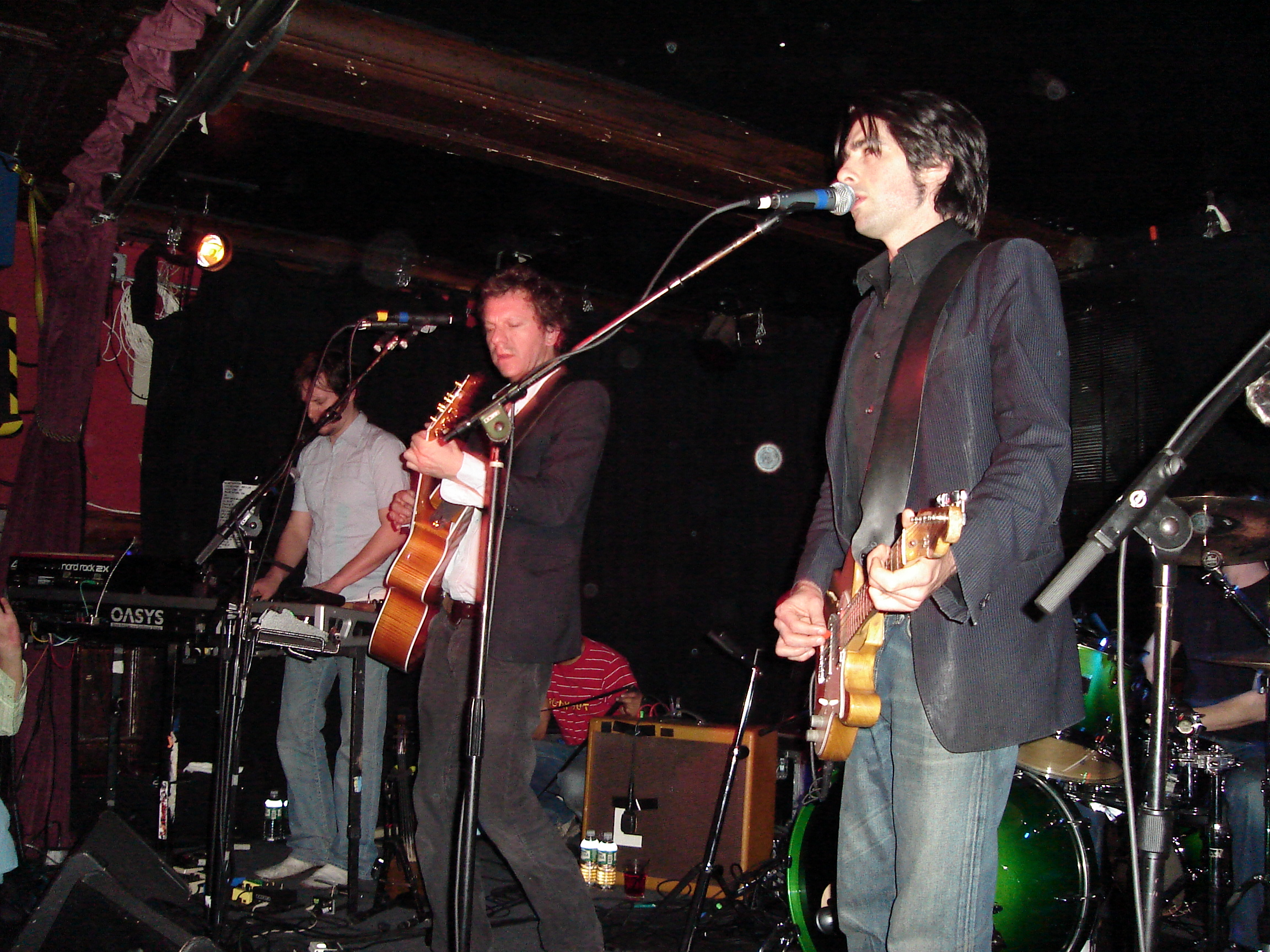
Tom Barman (Mitte) 2006 mit dEUS

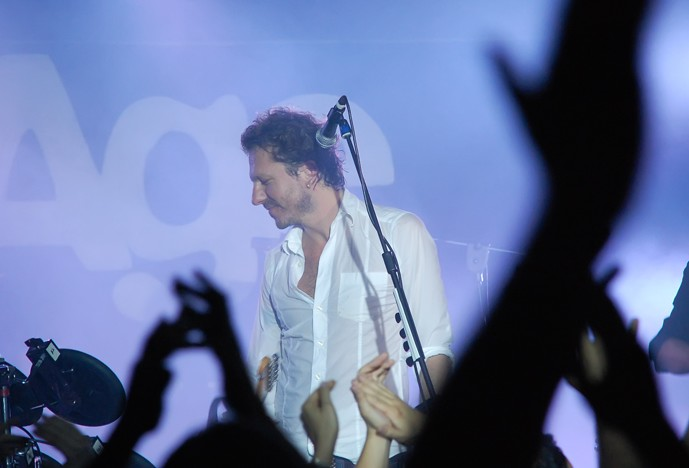
Tom Barman 2008

Tom Johannes Barman (* 1. Januar 1972 in Antwerpen) ist ein flämischer Musiker und Filmregisseur.

## Leben
Tom Barman studierte an der Filmhochschule Sint Lukas in Brüssel, brach sein Studium ab und entschied sich stattdessen für eine Karriere als Musiker mit seiner Band dEUS,  die er 1989 gegründet hatte. 1992 schaffte er mit dEUS den Sprung ins Finale der Humo Rock Rally.
Er war außerdem Regisseur sämtlicher dEUS-Videoclips sowie der Clips der Sänger Arno und Axelle Red, zudem erschien 1996 sein Kurzfilm Turnpike. Nach der The Ideal Crash-Tournee fand Barman Zeit, einen alten Traum zu verwirklichen, und produzierte einen Spielfilm. Im Sommer 2002 begann er in Antwerpen mit den Aufnahmen für Any Way the Wind Blows, der 2003 in die Kinos kam.
Neben dEUS arbeitet Barman an einer Reihe akustischer Konzerte zusammen mit Pianist Guy Van Nueten sowie an Magnus, einem Dance-Projekt zusammen mit CJ Bolland.
Von Magnus erschien 2004 das Debütalbum The Body Gave You Everything, von dem Barman einige Songs auch für Any Way The Wind Blows verwendete. Mitgearbeitet haben an diesem Album unter anderem Mauro Pawlowski (dEUS), Tim Vanhamel (Millionaire) und Peter Vermeersch. Aus der Konzertreihe zusammen mit Van Nueten erschien 2003 ein Livealbum, das aus einer CD mit zehn Tracks sowie einer SADC mit sechs weiteren Tracks bestand. Das Album beinhaltet sowohl dEUS-Songs als auch aus Cover-Songs von Musikern wie Nick Drake und David Bowie, gespielt von Tom Barman an der Gitarre und als Sänger sowie Guy Van Nueten am Klavier.
Im September 2005 erschien ein weiteres dEUS-Album unter dem Titel Pocket Revolution. Kurz darauf tourte Barman mit dEUS durch Europa und Amerika. Im gleichen Jahr war er zu Gast in der niederländischen TV-Sendung Zomergasten.
Am 1. Oktober 2006 organisierte er zusammen mit Arno und Sioen die 0110 Festivals für Toleranz und gegen Extremismus und sinnlose Gewalt. Am 18. April 2008 erschien das dEUS-Album Vantage Point. Barman tourte 2008 mit dEUS durch Europa.
Am 21. Juli 2007 erhielt Barman den Preis der Demokratie aufgrund der durch ihn ins Leben gerufenen 0110 Festivals.
Mitte November desselben Jahres erhielt Barman vom flämischen Parlament den Erepenning (deutsch: Verdienstmedaille), eine Ehrung, die zweimal jährlich an belgische Bürger für besondere Leistungen erteilt wird.